# Exploració física
L'exploració física o examen físic és el conjunt de procediments o habilitats de la semiologia clínica que el metge duu a terme sobre el pacient després d'una correcta anamnesi en l'entrevista clínica, per obtenir un conjunt de dades objectives o signes que estiguin relacionats amb els símptomes que refereix el pacient.
Amb la suma d'aquestes dades d'anamnesi i d'exploració física, registrades dins la història clínica, es construeix un diagnòstic mèdic o judici clínic inicial a partir del qual se sol·liciten o no determinades exploracions complementàries, que confirmin el diagnòstic final d'una síndrome o malaltia.
Moltes vegades la simple exploració física, acompanyada d'una bona anamnesi, ajuda a establir un diagnòstic sense necessitat de proves clíniques o exploracions complementàries més complexes i costoses. El contacte físic entre facilita que es generi confiança entre el pacient i el personal mèdic. L'exploració física o examen físic es pot fer per aparells o sistemes de forma general, o especialitzar-se més concretament en els símptomes que refereix el pacient en un determinat sistema o aparell.

## Mètodes

### Primaris
Clàssicament l'exploració física és la percepció dels signes del pacient relacionats amb una síndrome o malaltia pels sentits del metge. Es compon de:
- Inspecció
- Auscultació
- Palpació
- Percussió
- Olfacció

### Secundaris
Són maniobres senzilles dutes a terme pel metge amb el suport d'instruments com una font de llum, un fonendoscopi, un esfigmomanòmetre, un martell de reflexos, etc.

## Inspecció general
Per a detectar alteracions en:
- Actitud: apatia, excitació, etc.
- Nivell de consciència: obnubilació, coma.
- Estat de nutrició: obesitat, primesa, caquèxia.
- Hidratació: baixa (deshidratació).

### Constants vitals
- Temperatura corporal: baixa (hipotèrmia), alta (febre).
- Pols arterial: fort, feble, filiforme.
- Freqüència cardíaca: lenta (bradicàrdia), ràpida (taquicàrdia).
- Freqüència respiratòria

## Examen físic segmentari

### Pell
Estat de la pell, color, presència de lesions.

### Cap
- Crani:
  - Perímetre cranial (en nens).
  - Alteracions de la mida: microcèfalia, macrocèfalia.
- Cuir cabellut: integritat, higiene.
- Cara: simetria, augment de volum, moviments involuntaris, presència de lesions.
  - Front: Grandària, simetria de plecs.
  - Celles
  - Parpelles: forma, simetria, tumoracions, inflamació.
  - Pestanyes
  - Ulls
    - Globus ocular: alteracions de la mida: microftalmia o posició: exoftalmia, enoftalmia. Tensió.
      - Conjuntiva: ocular i palpebral, inflamació.
      - Escleròtica
      - Iris
      - Pupil·la: alteracions en el grau de dilatació (midriasi - miosi) o de simetria (anisocòria).
      - Còrnia

    - Funcional:
      - Visió
      - Moviments oculars
      - Reflex fotomotor

  - Nas
    - Envà nasal: desviació.
    - Mucosa nasal: permeabilitat, olfacte, aleteig nasal.

  - Orelles
    - Pavelló auricular: forma, mida, posició, simetria
    - Conducte auditiu extern i timpà: higiene, secrecions, inflamacions.
    - Funcional: de l'audició i equilibri.

  - Boca: halitosi
    - Llavis: inflamació
    - Genives: presència d'inflamació o retracció.
    - Dentadura: oclusió, presència de càries, masticació, higiene.
    - Llengua: gust, inflamació.
    - Paladar dur i tou
    - Glàndules salivals: salivació, hipertròfia o tumoració.

  - Amígdales: inflamació, hiperplàsia
  - Faringe: inflamació

### Coll
- Presència d'adenopaties.
- Laringe i tràquea: deformitats o desplaçaments. Mobilitat de la laringe en la deglució.
- Exploració vascular: jugulars i caròtides (pols carotidi).
- Tiroide: mida augmentada (goll) o tumoracions.
- Columna cervical: mobilitat, dolor, contractura.

### Tòrax
Forma, simetria, ús musculatura accessòria, retracció o bombament d'espais intercostals, elasticitat, expansió, mobilitat de la caixa toràcica, dolor, masses, percussió. Lesions, cicatrius, canvis de coloració.
- Cor: auscultació dels sorolls cardíacs.
- Pulmons: auscultació dels sorolls pulmonars.
- Mames: simetria, textura, augment de volum, presència de masses, retracció, secrecions, canvi de coloració, sensibilitat.
- Aixelles: presència d'adenopaties.

### Abdomen
L'examen físic abdominal es fa dividint l'abdomen en 9 quadrants i es comença per l'hipocondri esquerre en sentit antihorari. En cas que el pacient presenti dolor s'haurà començar pel costat oposat al dolor i la regió de dolor ha de ser l'última.
- Forma: excavat, distès, globulós.
- Presència de tumoracions, ascites, palpació del fetge (hepatomegàlia) o de la melsa (esplenomegàlia).
- Presència de cicatrius, circulació col·lateral, dolor, resistència.
- Sorolls, matitat/timpanisme.
- Melic: aspecte.
- Engonals: presència de tumoracions (hèrnies, limfadenopaties).
- Anus: inspecció i tacte rectal amb detecció d'hemorroides o altres tumoracions.

### Esquena
Pell, músculs, ossos.
- Zona dorsal
- Zona lumbar
- Zona glútia

Columna vertebralmoviments, alineació, deformitats, sensibilitat, curvatura.
- Regió toràcica
- Regió lumbar
- Regió sacrococcígia

### Extremitats superiors i inferiors
Coloració, polsos, dolor, sensibilitat, higiene. edemes, varius.
- To muscular: flacciditat, contractures, atròfia, hipertròfia. Força i resistència. Mobilitat: rang de moviments, limitacions.
- Articulacions: Dolor, augment de volum, calor, rigidesa, deformitat.
- Alineació d'extremitats: genoll valg, genoll var.
- Braç, mà i dits.
- Turmells: peu valg, peu var
- Peus: arc plantar disminuït (peu pla) o augmentat (peu buit). Presència de durícies, deformitats (hallux valgus, dit en martell, etc.)

### Genitals
Escala de Tanner, hemorràgia, dolor, secrecions, inflamació, masses, higiene.
- Pèl pubià
- Genitals femenins
  - Externs: Llavis majors, menors, clítoris, obertura vaginal
  - Meat urinari
  - Interns: palpació vaginal
- Genitals masculins
  - Penis: color, secrecions.
    - Prepuci
    - Gland del penis: esmegma
    - Meat urinari

  - Escrot: presència de líquid (hidrocele).
  - Epidídims i testicles: grandària, consistència.
  - Pròstata: tacte rectal.
- Zona perineal

## Exploracions físiques per sistema i especialitat
Hi ha una correspondència amb les especialitats segons l'aparell o sistema que s'explora.
| Sistema o aparell                                   | Especialitat/s                          |
| --------------------------------------------------- | --------------------------------------- |
| En general                                          | Medicina de família i Medicina interna. |
| Circulatori                                         | Cardiologia i Angiologia.               |
| Digestiu                                            | Digestologia                            |
| Endocrí                                             | Endocrinologia                          |
| Locomotor                                           | Reumatologia i Traumatologia            |
| Estat mental                                        | Psiquiatria i Psicologia                |
| Nerviós                                             | Neurologia                              |
| Reproductor femení                                  | Ginecologia                             |
| Reproductor masculí                                 | Urologia                                |
| Respiratori superior (tracte), auditiu i vestibular | Otorinolaringologia                     |
| Respiratori inferior (tracte)                       | Pneumologia                             |
| Tegumentari                                         | Dermatologia                            |
| Urinari                                             | Urologia                                |
| Visual                                              | Oftalmologia                            |